# Трансаккуа
Трансаккуа (італ. Transacqua) — колишній муніципалітет в Італії, у регіоні Трентіно-Альто-Адідже,  провінція Тренто. З 1 січня 2016 року Трансаккуа є частиною новоствореного муніципалітету Примієро-Сан-Мартіно-ді-Кастроцца.
Трансаккуа розташована на відстані близько 480 км на північ від Рима, 60 км на схід від Тренто.
Населення — 2153 особи (2014).
Щорічний фестиваль відбувається 25 квітня. Покровитель — Святий Марко.

## Демографія
Населення за роками:

Станом на 31 грудня 2014 року в муніципалітеті офіційно проживав 101 іноземець з 16 країн, серед них 40 громадян країн Євросоюзу та 3 громадяни України.

## Сусідні муніципалітети
- Чезіомаджоре
- Фієра-ді-Прим'єро
- Меццано
- Сагрон-Міс
- Сірор
- Тонадіко